# Danny Vera
Pour les articles homonymes, voir Vera.
Danny Polfliet, né le 31 mai 1977 à Middelbourg, connu sous le nom Danny Vera, est un chanteur, auteur-compositeur et musicien néerlandais.

## Carrière
Danny Vera a fondé son premier groupe Till Dawn en 1999, avec lequel il a remporté le prix musical provincial Zeeuwse Belofte (« Promesse zélandaise ») en 2000. Il a sorti son premier album solo For the Light in Your Eyes en 2003.
En avril 2009, Danny Vera enregistre son quatrième album Pink Flamingo aux studios Hilltop à Nashville, Tennessee.
En 2019, sa chanson Roller Coaster, single extrait de son septième album Pressure Makes Diamonds, atteint les classements néerlandais et devient un succès, atteignant la 8e place du Single Top 100, la 14e place du Nederlandse Top 40 et la 22e place de l'Ultratop flamand. Elle est certifiée disque de platine aux Pays-Bas par la NVPI. En 2020, la chanson s'est classée à la première place du Top 2000 (en) annuel néerlandais,,.

## Discographie

### Albums studio
| Titre                                                             | Détails                                                                                         | Meilleurs classements | Meilleurs classements |
| Titre                                                             | Détails                                                                                         | P-B                   | BEL (FL)              |
| ----------------------------------------------------------------- | ----------------------------------------------------------------------------------------------- | --------------------- | --------------------- |
| For the Light in Your Eyes                                        | - Sortie : 2002 - Label : Universal - Formats : CD, cassette                                    | —                     | —                     |
| Hold On a While                                                   | - Sortie : 12 avril 2005 - Label : DVSL - Formats : CD                                          | —                     | —                     |
| Ordinary Man                                                      | - Sortie : 31 août 2007 - Label : DVSL, Coast to Coast - Formats : CD                           | —                     | —                     |
| Pink Flamingo                                                     | - Sortie : 11 septembre 2009 - Label : DVSL, Coast to Coast - Formats : CD, DVD                 | 27                    | —                     |
| Distant Rumble                                                    | - Sortie : 2 novembre 2013 - Label : Excelsior - Formats : CD, LP, téléchargement               | 61                    | —                     |
| The Outsider                                                      | - Sortie : 1er septembre 2016 - Label : Excelsior - Formats : CD, LP, téléchargement, streaming | 5                     | —                     |
| Pressure Makes Diamonds 1 & 2                                     | - Sortie : 15 février 2019 - Label : Excelsior - Formats : CD, LP, téléchargement, streaming    | 4                     | 33                    |
| The New Now                                                       | - Sortie : 13 novembre 2020 - Label : Excelsior - Formats : CD, LP, téléchargement, streaming   | 1                     | 2                     |
| « — » indique que l'album n'est pas sorti ou classé dans le pays. |                                                                                                 |                       |                       |

### Albums en public
| Titre                                                             | Détails                                                                                            | Meilleurs classements | Meilleurs classements |
| Titre                                                             | Détails                                                                                            | P-B                   | BEL (FLA)             |
| ----------------------------------------------------------------- | -------------------------------------------------------------------------------------------------- | --------------------- | --------------------- |
| Pressure Makes Diamonds - Live                                    | - Sortie : 13 décembre 2019 - Label : Excelsior - Formats : CD, LP, DVD, téléchargement, streaming | 14                    | 157                   |
| « — » indique que l'album n'est pas sorti ou classé dans le pays. | |                       |                       |

### EPs
| Titre                                             | Détails                                          | Meilleurs classements |
| Titre                                             | Détails                                          | P-B                   |
| ------------------------------------------------- | ------------------------------------------------ | --------------------- |
| The New Black and White                           | - Sortie : 9 octobre 2014 - Label : Excelsior    | 100                   |
| The New Black and White, PT. II                   | - Sortie : 10 septembre 2015 - Label : Excelsior | 14                    |
| The New Black and White, PT. III                  | - Sortie : 6 octobre 2017 - Label : Excelsior    | 51                    |
| The New Black and White, PT. IV - Home Recordings | - Sortie : 28 août 2020 - Label : Excelsior      | 21                    |
| The New Black and White, PT. V                    | - Sortie : 30 septembre 2022 - Label : Excelsior | 1                     |

### Singles
| My Confession                                                       | 2002 | 86 | —  |                  | For the Light in Your Eyes                     |
| Love Me Tonight                                                     | 2003 | —  | —  |                  | For the Light in Your Eyes                     |
| I Was Made for Loving You                                           | 2003 | —  | —  |                  | For the Light in Your Eyes                     |
| Heart Half Empty (avec Toni Willé)                                  | 2004 | —  | —  |                  | For the Light in Your Eyes                     |
| Headin' for the City                                                | 2009 | 46 | —  |                  | Hors album                                     |
| Orange Glow                                                         | 2010 | 77 | —  |                  | Hors album                                     |
| Tomorrow Will Be Mine                                               | 2012 | 20 | —  |                  | Hors album                                     |
| Find Me                                                             | 2012 | —  | —  |                  | Hors album                                     |
| The Devil's Son                                                     | 2013 | —  | —  |                  | Distant Rumble                                 |
| Easier That Way                                                     | 2016 | —  | —  |                  | The Outsider                                   |
| Fallen King                                                         | 2018 | —  | —  |                  | Pressure Makes Diamonds                        |
| Oblivious Desire                                                    | 2019 | —  | —  |                  | Pressure Makes Diamonds                        |
| Roller Coaster (nl)                                                 | 2019 | 8  | 22 | - NVPI : Platine | Pressure Makes Diamonds                        |
| Hold On to Let Go                                                   | 2020 | —  | —  |                  | The New Now                                    |
| Zijn het je ogen                                                    | 2020 | —  | —  |                  | The New Black & White Pt. IV - Home Recordings |
| Pressure Makes Diamonds                                             | 2020 | —  | —  |                  | Pressure Makes Diamonds                        |
| The Weight                                                          | 2020 | —  | —  |                  | The New Now                                    |
| For Someone I Still Don't Know                                      | 2020 | —  | —  |                  | Hors album                                     |
| « — » indique que le single n'est pas sorti ou classé dans le pays. |      |    |    |                  |                                                |